# Richard Riehle
Richard Riehle, född 12 maj 1948 i Menomonee Falls, Wisconsin, är en amerikansk skådespelare.
Han tog bachelorexamen från University of Notre Dame and then went on to complete an MFA vid University of Minnesota. 
Riehle har haft ett stort antal biroller i amerikanska långfilmer och TV-serier.

## Filmografi i urval
- 1989 – Black Rain
- 1989–1993 – Lagens änglar (TV-serie) (3 avsnitt)
- 1989 – Maktkamp på Falcon Crest (TV-serie) (1 avsnitt)
- 1989–1992 – Mord och inga visor (TV-serie) (2 avsnitt)
- 1989–1990 – Quantum Leap (TV-serie) (2 avsnitt)
- 1989 – Ärans män
- 1991 – Fader Dowlings mysterier (TV-serie) (1 avsnitt)
- 1991 – Pantertanter (TV-serie) (1 avsnitt)
- 1991 – Stekta gröna tomater på Whistle Stop Café
- 1992 – En kyss för mycket
- 1992 – Möss och människor
- 1992 – Roseanne (TV-serie) (1 avsnitt)
- 1992 – Slumpens hjälte
- 1992 – Star Trek: The Next Generation (TV-serie) (1 avsnitt)
- 1993 – Jagad
- 1993 – Rädda Willy
- 1993 – Sirener (TV-serie) (1 avsnitt)
- 1993 – Älska till döds
- 1994 – Iron Will
- 1994 – Lightning Jack
- 1995 – Casino
- 1995 – Get Smart (TV-serie) (1 avsnitt)
- 1996 – Beslut utan återvändo
- 1996–1999 – Diagnos mord (TV-serie) (2 avsnitt)
- 1996 – Skuggor från det förflutna
- 1996 – The Fan
- 1997 – Advokaterna (TV-serie) (1 avsnitt)
- 1997 – Ally McBeal (TV-serie) (2 avsnitt)
- 1997 – Yrke: Polis (TV-serie) (1 avsnitt)
- 1998 – Brooklyn South (TV-serie) (1 avsnitt)
- 1998 – Buffy och vampyrerna (TV-serie) (1 avsnitt)
- 1998 – Chicago Hope (TV-serie) (1 avsnitt)
- 1998 – Columbo (TV-serie) (1 avsnitt)
- 1998 – Dödligt vapen 4
- 1998 – Fear and Loathing in Las Vegas
- 1998 – Joe – jättegorillan
- 1998 – Kameleonten (TV-serie) (1 avsnitt)
- 1998 – Kod Mercury
- 1998 – Pentagon Wars
- 1998 – Tummen mitt i handen (TV-serie) (1 avsnitt)
- 1999 – Au Pair
- 1999 – Hollywood gigolo
- 1999 – Office Space
- 2000 – Providence (TV-serie) (1 avsnitt)
- 2000 – Sabrina tonårshäxan (TV-serie) (1 avsnitt)
- 2000 – Star Trek: Voyager (TV-serie) (2 avsnitt)
- 2001 – Bandits
- 2001–2005 – Freaky Finnertys (TV-serie) (45 avsnitt)
- 2001 – Joe Dirt
- 2001 – Vita huset (TV-serie) (2 avsnitt)
- 2002 – Cityakuten (TV-serie) (1 avsnitt)
- 2002 – Ken Park
- 2002 – The Laramie Project
- 2003 – Beethovens femma
- 2003 – Fillmore! (TV-serie) (röstroll, 1 avsnitt)
- 2004 – Kogänget (röstroll)
- 2004 – Mysterious Skin
- 2004 – Palindromes
- 2004 – Star Trek: Enterprise (TV-serie) (2 avsnitt)
- 2005 – Boston Legal (TV-serie) (1 avsnitt)
- 2006 – Hatchet
- 2006 – The George Lopez Show (TV-serie) (1 avsnitt)
- 2007 – Sjunde himlen (TV-serie) (1 avsnitt)
- 2007 – The Man from Earth
- 2007 – The Young and the Restless (TV-serie) (10 avsnitt)
- 2009 – Better Off Ted (TV-serie) (1 avsnitt)
- 2009 – Halloween II
- 2009 – Psych (TV-serie) (1 avsnitt)
- 2011 – Bridesmaids
- 2011 – Kickin' It (TV-serie) (1 avsnitt)
- 2013 – Blue Dream
- 2013 – Modern Family (TV-serie) (1 avsnitt)
- 2013 – Texas Chainsaw 3D
- 2013–2014 – The Legend of Korra (TV-serie) (röstroll, 17 avsnitt)
- 2013 – The Mindy Project (TV-serie) (1 avsnitt)
- 2014 – 2 1/2 män (TV-serie) (1 avsnitt)
- 2014 – Mom (TV-serie) (1 avsnitt)
- 2014 – Transformers: Age of Extinction
- 2015 – Black-ish (TV-serie) (1 avsnitt)
- 2015 – The Soul Man (TV-serie) (1 avsnitt)
- 2015–2015 – NCIS (TV-serie) (2 avsnitt)
- 2016 – Major Crimes (TV-serie) (1 avsnitt)
- 2016 – The Middle (TV-serie) (1 avsnitt)
- 2019 – 3 från helvetet
- 2020 – Huset fullt – igen (TV-serie) (1 avsnitt)
- 2023 – Barry (TV-serie) (2 avsnitt)